# تام اودل
تام اودل (انگلیسی: Tom Odell؛ زادهٔ ۲۴ نوامبر ۱۹۹۰) یک موسیقی‌دان اهل بریتانیا است. وی از سال ۲۰۱۲ میلادی تاکنون مشغول فعالیت بوده‌است. از کارهای معروف وی عشقی دیگر است که در ئی‌پی ترانه‌هایی از عشقی دیگر است. اولین آلبوم وی خیلی پایین در ۲۴ ژوئن ۲۰۱۳ منتشر شد این آلبوم یکی از محبوب‌ترین آلبوم‌های انگلستان در سال ۲۰۱۳ شد. وی در سال ۲۰۱۶ آلبوم دیگری با نام جمع اشتباه منتشر کرد.